# Anisacantha difformis
Anisacantha difformis är en insektsart som beskrevs av Ludwig Redtenbacher 1906. Anisacantha difformis ingår i släktet Anisacantha och familjen Anisacanthidae. Inga underarter finns listade i Catalogue of Life.